# Mars Vallett
Pour les articles homonymes, voir Vallet.
Mars Vallett, pseudonyme de François Marius Vallet, né le 5 novembre 1869 à Chambéry, où il est mort le 15 mars 1957, est un caricaturiste et sculpteur français.

## Biographie
Fils d'un marbrier chambérien, Mars Valett est élève à l'École des beaux-arts de Paris.
Menant une activité de caricaturiste durant sa jeunesse, il travaille pour de nombreuses publications parisiennes comme le journal Soleil du dimanche.
Mars Valett est primé à plusieurs reprises au Salon des artistes français et à celui de la Société nationale des beaux-arts.
Il est également le conservateur du musée savoisien en 1904 et des Charmettes en 1907, puis du musée savoisien en 1940. Il est l'un des membres fondateurs de la Société des amis du vieux Chambéry en 1933. 

Durant sa vie parisienne, il reçoit dans son atelier les visites, entre autres, d'Auguste Rodin et d'Albert Bartholomé. Il est très lié avec le peintre François Cachoud et le sculpteur Joseph Bernard (1866-1931).

## Œuvres
- Aix-les-Bains :
  - devant le musée Faure : Enfants sous la neige ;
  - place du Revard : Monument à la reine Victoria, 1922, buse en bronze[3].
- Arbin : Monument aux fusillés[4].
- Chambéry :
  - clos Savoiroux : Monument à Jean-Jacques Rousseau, 1910, statue en bronze, envoyée à la fonte sous le régime de Vichy, remplacée par une fonte moderne en 1961[5].
  - parc du Verney : Fontaine des Colimaçons, 1922, groupe en bronze[6],[7].
- Chindrieux, château de Châtillon : Monument à Lamartine, 1920, statue en pierre.

## Publication
- Souvenirs d'une vie d'artiste, Chambéry-Savoie, Éditions Lire, 1947.